# Khyree Jackson
Khyree Jackson (Washington, 11 agosto 1999 – Upper Marlboro, 6 luglio 2024) è stato un giocatore di football americano statunitense che militò nel ruolo di cornerback per i Minnesota Vikings della National Football League (NFL).

## Carriera universitaria

### Fort Scott CC
Nell'unica stagione al Fort Scott Community College nel 2019, Jackson mise a segno 25 tackle e 3 intercetti.

### Alabama
Jackson nel 2020 passò agli Alabama Crimson Tide. Disputò la prima gara come titolare nella finale di campionato, persa contro i Georgia Bulldogs. Chiuse l'annata con 7 tackle e 2 passaggi deviati. Il 21 novembre 2022 fu sospeso dal capo-allenatore Nick Saban per ragioni non rivelate. Jackson chiuse la stagione 2022 con 7 placcaggi in 9 partite prima di venire sospeso. A fine anno decise di cambiare istituto.

### Oregon
Jackson alla fine decise di passare agli Oregon Ducks. La sua stagione iniziò come cornerback titolare. A fine stagione fu inserito nella formazione ideale della Pac-12 Conference.

## Carriera professionistica

### Minnesota Vikings
Jackson fu scelto nel corso del quarto giro (108º assoluto) del Draft NFL 2024 dai Minnesota Vikings. Morì pochi mesi dopo all'età di 24 anni assieme a due ex compagni delle scuole superiori in un incidente stradale avvenuto a Upper Marlboro, nel Maryland, nelle prime ore del mattino del 6 luglio 2024.